# Domèvre-sur-Vezouze
Domèvre-sur-Vezouze è un comune francese di 298 abitanti situato nel dipartimento della Meurthe e Mosella nella regione del Grand Est.

## Società

### Evoluzione demografica
Abitanti censiti